# Полигени
Полигени представљају већи број гена који заједно учествују у детерминацији неке особине која се назива полигена или квантитативна.